# 마사 앤 더 밴덜러스
마사 앤 더 밴덜러스(Martha and the Vandellas)은 미국의 여성 밴드이다.